# Вадодара (округ)
Вадо́дара (гудж. વડોદરા જિલ્લો; англ. Vadodara) — округ в индийском штате Гуджарат. Административный центр — город Вадодара. Площадь округа — 7549 км². По данным всеиндийской переписи 2001 года, население округа составляло 3 641 802 человека. Уровень грамотности взрослого населения составлял 71,32 %, что выше среднеиндийского уровня (59,5 %). Доля городского населения составляла 45,20 %.

## Экономика
Гуджаратский нефтеперерабатывающий завод был построен в 1962 году благодаря экономической помощи СССР.